# Виконт Сэмюэл

Герберт Луис Сэмюэл, 1-й виконт Сэмюэл (1870—1963)

Виконт Сэмюэл из Маунт Кармель и Токстета в Ливерпуле — наследственный титул в системе Пэрства Соединённого королевства. Он был создан 8 июня 1937 года для либерального политика Герберта Сэмюэля (1870—1963). Он дважды избирался в Палату общин, занимал посты заместителя министра внутренних дел (1905—1909), канцлера герцогства Ланкастерского (1909—1910, 1915—1916), генерального почтмейстера (1910—1914, 1915—1916), председателя совета местного самоуправления (1914—1915), министра внутренних дел (1916, 1931—1932), первого верховного комиссара Палестины (1920—1925) и лидера Британской Либеральной партии (1931—1935). Его внуки, Дэвид Герберт Сэмюэл, 3-й виконт Сэмюэл (1922—2014), и Дэн Джуда Сэмюэл, 4-й виконт Сэмюэл (1925—2014), были, соответственно, видными англо-израильскими химиком и бизнесменом.
По состоянию на 2024 год, носителем титула являлся сын и наследник последнего, Джонатан Герберт Сэмюэл, 5-й виконт Сэмюэл (род. 1965), который сменил своего отца в 2014 году.
Герберт Луис Сэмюэл, 1-й виконт Сэмюэл, был племянником банкира Сэмюэля Монтегю, 1-го барона Суэйтлинга (1832—1911).

## Виконты Сэмюэл (1937)
- 1937—1963: Герберт Луис Сэмюэл, 1-й виконт Сэмюэл (6 ноября 1870 — 5 февраля 1963), младший (четвертый) сын Эдвина Луиса Сэмюэла (1825—1877);
- 1963—1978: Эдвин Герберт Сэмюэл, 2-й виконт Сэмюэл (11 сентября 1898 — 14 ноября 1978), старший сын предыдущего;
- 1978—2014: Дэвид Герберт Сэмюэл, 3-й виконт Сэмюэл (8 июля 1922 — 7 октября 2014), старший сын предыдущего;
- 2014—2014: Дэн Джуда Сэмюэл, 4-й виконт Сэмюэл (25 марта 1925 — 7 ноября 2014), второй (младший) сын 2-го виконта Сэмюэла;
- 2014 — настоящее время: Джонатан Герберт Сэмюэл, 5-й виконт Сэмюэл[англ.] (род. 17 декабря 1965), единственный сын предыдущего от первого брака;
  - Наследник: достопочтенный Бенджамин Ангус Сэмюэл (род. 1983), сводный брат предыдущего.